# أنت تعرف ما هو

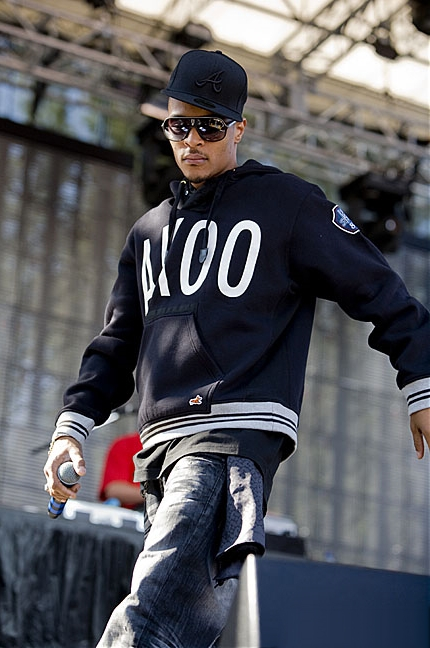
الفنان تي آي

أنت تعرف ما هو ، هي أغنية لفنان الهيب هوب الأمريكي تي آي ، كليفورد هاريس جوزيف الابن ، أصدرها في 10 يوليو 2007 ، كأغنية ثانية من ألبومه الخامس " نصيحة " عام 2007 . وأنتجها جيري دوبليسيس و ايكلف جين ، وساهم الأخير في غنائها . بلغت الأغنية ذروتها عند حلولها في المرتبة 34 على مستوى الولايات المتحدة في قائممة يلبورد هوت 100 ، هو ترتيب للأغاني في الولايات المتحدة يصدر أسبوعياً من قبل مجلة بيلبورد 

## تصوير الأغنية
صُوّر الأغنية في ميامي بواسطة المخرج كريس روبنسون في 12 يونيو ، ونشر الفيديو كليب على منصة آي تونز ، وعرض لأول مرة قناة إم تي في الأمريكية في 14 يونيو 2007 .

## في القوائم الموسيقية
ظهرت الأغنية لأول مرة في المرتبة 73 في قائمة أغاني الهيب هوب على الرسم البياني " هوت آر أند بي " بتاريخ 28 يونيو 2007 ، وتمكنت الأغنية لاحقًا من بلوغ الذروة في المرتبة 11 .  وفي 21 يوليو 2007 ، ظهرت الأغنية لأول مرة في المرتبة 68 على الولايات المتحدة في قائمة يلبورد هوت 100 .  ووصلت لاحقاً إلى المرتبة 34 على الرسم البياني وظلت 18 أسبوعًا على تلك المرتبة . 